# Bernhard Pichl
Bernhard Pichl (* 1966) ist ein deutscher Pianist des Mainstream Jazz. Mit seinem Trio hat er „einen Klaviertrio-Sound entwickelt, der die swingende Tradition kenntnisreich, entspannt und frisch zelebriert.“

## Leben und Wirken
Pichl absolvierte sein Studium bei Chris Beier am Hermann-Zilcher Konservatorium Würzburg. Es folgten Studienaufenthalte in den USA.
Er leitet sein eigenes Trio mit dem Bassisten Rudi Engel und dem Schlagzeuger Michael Keul. Das Trio trat häufig mit Scott Hamilton in Deutschland auf, mit dem es die Alben How About You und Tight but Loose veröffentlichte. Pichl spielte Aufnahmen mit Jazzmusikern wie Jimmy Cobb, Red Holloway und Benny Bailey ein. Im Sunday Night Orchestra arbeitete er mit Maria Schneider und mit Jerry Bergonzi zusammen.
Pichl arbeitete auch mit Jim Snidero, James Moody, Valery Ponomarev, Teddy Edwards, Jim Rotondi, Tony Lakatos, Rolf Kühn, Herb Geller, Victor Lewis, Bobby Watson, Don Braden, Al Porcino, Charly Antolini, Pete York, Ack van Rooyen, Reinette van Zijtveld, Curtis Lundy, Don Menza und Keith Copeland. Weiterhin war er an CD-Produktionen mit Pete Yellin, dem Sunday Night Orchestra, Conte Candoli, Charlie Mariano, Leszek Zadlo, John Ruocco/Adrian Mears, Bill Elgart, Ugetsu, Dusko Goykovich, Hubert Winter und dem Jazz Age Ensemble von Rainer Glas (2006) beteiligt.
Pichl trat auf internationalen Festivals wie dem Leverkusener Jazztagen, der Jazzwoche Burghausen, Jazzfest Domodossola Italien, Jazz Ost-West, Jazzfestival Peking, Jazzfestival Tel-Aviv, Jazzfestival Novisad oder dem Jazzfestival Sofia auf.
Weiterhin ist Pichl seit 1999 Dozent für Jazzpiano, Jazzgeschichte und Ensemble an der Hochschule für Musik Nürnberg und war in gleicher Funktion auch an der Hochschule für Musik Würzburg tätig.

## Diskographische Hinweise
- On the Corner Meets Benny Bailey (Jazz4Ever rec.1996, mit  Rudi Engel und Sebastian Netta)
- New on the Corner Left Handed (Jazz4Ever rec. 2002)
- Charlie Mariano & the Würzburg Philharmonics (Intuition rec. 2005)
- Pichl - Engel - Cobb live (Waterpipe rec. 2007)
- Dusko Goykovich / Scott Hamilton Tight But Loose (Organic Music 2011)